# Літтлтон (Північна Кароліна)
Літтлтон (англ. Littleton) — місто (англ. town) в США, в окрузі Галіфакс штату Північна Кароліна. Населення — 559 осіб (2020).

## Географія
Літтлтон розташований за координатами 36°26′3″ пн. ш. 77°54′41″ зх. д. / 36.43417° пн. ш. 77.91139° зх. д. (36.434150, -77.911496).  За даними Бюро перепису населення США в 2010 році місто мало площу 2,49 км², з яких 2,49 км² — суходіл та 0,00 км² — водойми.

## Демографія
Згідно з переписом 2010 року, у місті мешкали 674 особи в 327 домогосподарствах у складі 179 родин. Густота населення становила 271 особа/км².  Було 395 помешкань (159/км²).
Расовий склад населення:
| - 48,4 % — білих - 47,0 % — чорних або афроамериканців - 1,2 % — корінних американців - 0,4 % — вихідців з тихоокеанських островів - 0,4 % — азіатів - 1,5 % — осіб інших рас |

До двох чи більше рас належало 1,0 %. Частка іспаномовних становила 1,2 % від усіх жителів.
За віковим діапазоном населення розподілялося таким чином: 20,0 % — особи молодші 18 років, 56,6 % — особи у віці 18—64 років, 23,4 % — особи у віці 65 років та старші. Медіана віку мешканця становила 48,3 року. На 100 осіб жіночої статі у місті припадало 70,6 чоловіків;  на 100 жінок у віці від 18 років та старших — 66,4 чоловіків також старших 18 років.
Середній дохід на одне домашнє господарство  становив 37 712 долари США (медіана — 30 156), а середній дохід на одну сім'ю — 50 655 доларів (медіана — 39 808). Медіана доходів становила 28 542 долари для чоловіків та 30 000 доларів для жінок. За межею бідності перебувало 34,5 % осіб, у тому числі 71,1 % дітей у віці до 18 років та 14,2 % осіб у віці 65 років та старших.
Цивільне працевлаштоване населення становило 221 особа. Основні галузі зайнятості: освіта, охорона здоров'я та соціальна допомога — 27,1 %, роздрібна торгівля — 18,6 %, мистецтво, розваги та відпочинок — 10,9 %, публічна адміністрація — 6,8 %.